# اسید هنتریاکوتیلیک
اسید هنتریاکوتیلیک (به انگلیسی: Hentriacontylic acid) یک ترکیب شیمیایی با شناسه پاب‌کم ۳۷۹۸۲ است. 